# Sonet 118 (William Szekspir)

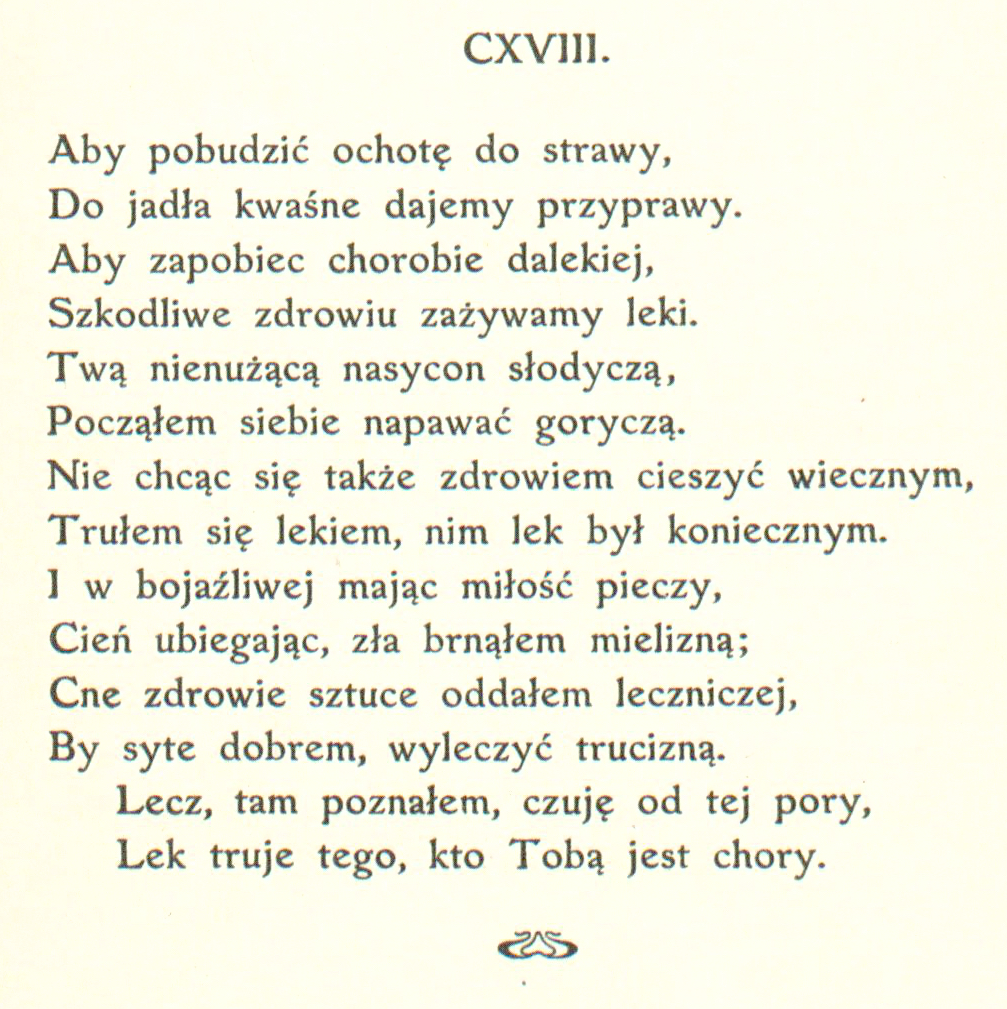
Pierwszy przekład sonetu 118 na język polski z 1913 przez ks. Marię Sułkowską.

Like as, to make our appetite more keen,

With eager compounds we our palate urge;

As, to prevent our maladies unseen,

We sicken to shun sickness when we purge;

Even so, being full of your ne'er-cloying sweetness,

To bitter sauces did I frame my feeding;

And, sick of welfare, found a kind of meetness

To be diseas'd, ere that there was true needing.

Thus policy in love, to anticipate

The ills that were not, grew to faults assur'd,

And brought to medicine a healthful state

Which, rank of goodness, would by ill be cur'd;

But thence I learn and find the lesson true,

Drugs poison him that so fell sick of you.

Jak, gdy apetyt chcąc podraźnić sobie,

Najostrzejszemi czynim to środkami,

Jak, by zapobiec jakowejś chorobie,

My ją czyszczeniem sprowadzamy sami,

Tak ja, przepełen twojej strawy słodkiej,

(Choć nigdy dość jej), gorzkiegom się chleba

Imał i, chory z dobra, szedł po środki

Na tę mą słabość prędzej, niż potrzeba,

Tak, by zapobiec złu, co nie istniało,

Miłosny podstęp mój zawiódł się srodze,

Prawdziwych cierpień sprowadził nie mało,

Lek aplikując zdrowemu niebodze.

Mam stąd naukę: Kto na ciebie chory,

Temu trucizną lekarskie przetwory.

Sonet 118 (incipit LIke as to make our appetites more keene) – jeden z cyklu 154 sonetów autorstwa Williama Szekspira. Po raz pierwszy został opublikowany w 1609 roku.
Sonet 118 jest kontynuacją sonetu 117. 

## Treść
W sonecie tym podmiot liryczny, przez niektórych badaczy utożsamiany z autorem, kontynuuje przeprosiny za swoją niewierność oraz nielojalność wobec młodzieńca. Po złożeniu deklaracji wiecznej miłości w sonecie 116, znajduje się w bardzo trudnej sytuacji wytłumaczenia dlaczego nie był wierny swoim ideałom. W pierwszym czterowierszu używając metafor ostrych przypraw (ang. eager compounds) oraz zapobiegania chorobom nieznanym (ang. prevent our maladies unseen) tłumaczy, że wszystko to robił dla ożywienia ich związku dojrzałych i trochę już sobą znudzonych kochanków. W drugim czterowierszu szczerze wyznaje swoje winy i w trzecim czterowierszu liczy na przebaczenie i odrodzenie swojego związku.  Nie mogąc ani zaprzeczyć zarzutom z poprzedniego sonetu, ani się wytłumaczyć, chciałby swoje czyny przekształcić w moralną naukę na przyszłość. Przedstawienie w ostatnim wersie miłości jako choroby jest po prostu konwencjonalnym zabiegiem literackim. 
W ocenie Dona Patersona jest to jeden z najlepszych sonetów z całego cyklu. 

## Polskie przekłady
| 1913 |  | Aby pobudzić ochotę do strawy,               |  | Maria Sułkowska     | [ 12 ] |
| 1922 |  | Jak, gdy apetyt chcąc podraźnić sobie,       |  | Jan Kasprowicz      | [ 4 ]  |
| 1948 |  | Napiszę w owym oskarżenia akcie, żem zalegał |  | Władysław Tarnawski | [ 13 ] |
| 1968 |  | Jak nieraz, by apetyt rozłakomić w sobie     |  | Marian Hemar        | [ 14 ] |
| 1979 |  | Pragnąc zaostrzyć apetyt, bierzemy           |  | Maciej Słomczyński  | [ 15 ] |
| 2011 |  | Podobnie jak apetyt na nowo nam ostrzą       |  | Stanisław Barańczak | [ 7 ]  |
| 2015 |  | Tak jak nęcimy nasze podniebienia            |  | Ryszard Długołęcki  | [ 16 ] |